# Serbie aux Jeux paralympiques d'été de 2016
La Serbie participe aux Jeux paralympiques d'été de 2016 à Rio de Janeiro. Il s'agit de la troisième participation de ce pays aux Jeux paralympiques d'été.